# F-ve Dolls
F-ve Dolls (tiếng Hàn Quốc: 파이브돌스; trước đây có tên là 5dolls) là một nhóm nhạc nữ của Hàn Quốc. Họ ra mắt với hai bài hát "Lip Stains" (입술자국) và "I Mean You" (너 말이야).

## Sự nghiệp
Trong tháng 12 năm 2010, nhóm Co-Ed School đã tách thành các nhóm nhỏ. Các thành viên nữ (có bổ sung thêm thành viên mới Seo Eun-kyo) đã tách thành nhóm 5dolls.
Ngày 20 tháng 1 năm 2011, 5dolls phát hành hai video quảng cáo với Jay Park là "Lip Stains" và "It's You". 5dolls phát hành mini-album đầu tiên của họ ngày 16 tháng 2 năm 2011 và ra mắt trên M! Countdown vào ngày 17 tháng 2 năm 2011.
Trong buổi biểu diễn trên sân khấu, nhóm bị chỉ trích vì đã hát nhép. 5dolls phát hành mini-album thứ hai của họ Time To Play ngày 11 tháng 5 năm 2011 cùng với ca khúc chủ đề "Like This Or That" (이러쿵 저러쿵); video âm nhạc cũng được phát hành cùng ngày. "Like This Like That" là ca khúc bán chạy nhất của một tân binh năm 2011 với $192,000 USD thu về.
Trong tháng 2, thành viên Soomi rời nhóm để tập trung vào sự nghiệp hát đơ và người thay thế vị trí của cô là Nayeon được giới thiệu trong cùng một ngày. Chanmi rời nhóm vào mùa hè năm 2012 và một thực tập sinh là Shannon được công bố để thay thế vị trí của cô. Vào tháng 2 năm 2013, thực tập sinh Choi Ji-hyun được công bố sẽ tham gia nhóm, thời kỳ thứ hai của nhóm gồm có sáu thành viên.
Vào 08 tháng 7 năm 2013, nhóm chính thức công bố họ sẽ trở lại vào cuối tháng với một bài hát mới tên "Soulmate #1" cùng với nghệ danh mới "F-ve Dolls". Hai bức ảnh teasers được phát hành, cho thấy 2 thành viên Shannon và Jihyun đã rời khỏi nhóm và có 2 thành viên khác được bổ sung là Seung-hee và Yeon-kyung của The SeeYa sẽ đồng thời hoạt động trong cả hai nhóm. Nayeon là thành viên duy nhất còn sót lại trong thời kỳ thứ hai của nhóm.
Ngày 31 tháng 7 năm 2013, đĩa đơn kỹ thuật số đầu tiên của họ được ra mắt "Since 1971" cùng với video nhạc của "Soulmate #1", ca khúc chủ đề của đĩa đơn. Bài hát xếp hạng 62 trên bảng xếp hạng Gaon và xếp hạng 44 trên bảng xếp hạng Korea K-Pop Hot 100. F-ve Dolls đã quảng bá "Soulmate #1" từ 31 tháng 7 đến 1 tháng 9 năm 2013.
F-ve Dolls đã giới thiệu một mini album mới mang tên "First Love". Ca khúc được thực hiện vào tháng 9 năm 2013, trong khi mini-album được phát hành vào 17 tháng 9 năm 2013. Ca khúc chủ đề của mini album mới của họ là "사랑한다 안한다"(Can You Love Me?). Bài hát có sự tham gia của thành viên Dani T-ara N4. Ngày 17 tháng 9 năm 2013: video nhạc phiên bản thứ hai của "Can You Love Me?" được phát hành cùng với video nhạc của "Deceive".
Ngày 10 tháng 3 năm 2015, MBK Entertainment tuyên bố F-ve Dolls tan rã.

## Các thành viên

### Các thành viên
| Tên          | Tên    | Ngày sinh        |
| Latinh       | Hangul | Ngày sinh        |
| ------------ | ------ | ---------------- |
| Lee Soomi    | 이수미 | 3 tháng 3, 1989  |
| Jo Seunghee  | 조승희 | 3 tháng 6, 1991  |
| Han Nayeon   | 한나연 | 7 tháng 1, 1992  |
| Heo Chanmi   | 허찬미 | 6 tháng 4, 1992  |
| Ryu Hyoyoung | 류효영 | 22 tháng 4, 1993 |
| Oh Yeonkyung | 오연경 | 25 tháng 6, 1994 |
| Jin Hyewon   | 진혜원 | 6 tháng 3, 1995  |
| Seo Eunkyo   | 서은교 | 21 tháng 3, 1995 |

### Các thành viên dự án
| Tên                               | Tên                | Ngày sinh        |
| Latinh                            | Hangul             | Ngày sinh        |
| --------------------------------- | ------------------ | ---------------- |
| Choi Jihyun                       | 최지현             | 16 tháng 4, 1993 |
| Shannon Arrum Williams/Kim Ahreum | 샤넌 아름 윌리엄스 | 26 tháng 5, 1998 |

## Danh sách đĩa nhạc

### Mini albums
- 2011: Charming Five Girls
- 2011: Time to Play
- 2013: First Love

### Đĩa đơn kỹ thuật số
- 2011: Lip Stains
- 2013: Since 1971

### Đĩa đơn
| Năm                                                                 | Tựa đề              | Xếp hạng cao nhất | Xếp hạng cao nhất | Album               |
| Năm                                                                 | Tựa đề              | Gaon Chart        | Hot 100           | Album               |
| ------------------------------------------------------------------- | ------------------- | ----------------- | ----------------- | ------------------- |
| 2011                                                                | "Lip Stains"        | 80                | -                 | Charming Five Dolls |
| 2011                                                                | "I Mean You"        | 6                 | -                 | Charming Five Dolls |
| 2011                                                                | "Like This Or That" | 16                | -                 | Time To Play        |
| 2013                                                                | "Soulmate #1"       | 62                | 44                | Since 1971          |
| 2013                                                                | "Can You Love Me?"  | 39                | 19                | First Love          |
| "—" nghĩa là không được xếp hạng hoặc không phát hành ở khu vực đó. |                     |                   |                   |                     |

### Các video nhạc
| Năm  | Video nhạc                     | Độ dài |
| ---- | ------------------------------ | ------ |
| 2011 | "Lip Stains"                   | 7:43   |
| 2011 | "I Mean You"                   | 7:40   |
| 2011 | "Like This or That"            | 3:38   |
| 2013 | "Soulmate #1"                  | 5:02   |
| 2013 | "Can You Love Me?"             | 3:26   |
| 2013 | "Can You Love Me?" phiên bản 2 | 3:28   |
| 2013 | "Deceive"                      | 3:27   |